# Benedictus (insecto)
Benedictus es un género de escarabajos de la familia Chrysomelidae. En 1969 Scherer describió el género. Contiene las siguientes especies:
- Benedictus antennalis Medvedev, 1984
- Benedictus flavicalli Scherer, 1989
- Benedictus gerhardi Medvedev, 1984
- Benedictus leoi Scherer, 1989
- Benedictus medvedevi Doberl, 1991
- Benedictus minutus Medvedev, 1984